# Tỉnh ủy Quảng Đông
Ban Chấp hành Đảng bộ Đảng Cộng sản Trung Quốc tỉnh Quảng Đông (中國共產黨廣東省委員會 / 中国共产党广东省委员会/Trung Quốc Cộng sản Đảng Quảng Đông tỉnh Ủy viên hội) gọi tắt Tỉnh ủy Quảng Đông (廣東省委 / 广东省委/Quảng Đông tỉnh ủy), hay gọi theo giản xưng của tỉnh là Việt Tỉnh ủy (粵省委 / 粤省委) là cơ quan lãnh đạo Đảng Cộng sản Trung Quốc tại tỉnh Quảng Đông, do Đại hội Đại biểu Đảng bộ Đảng Cộng sản Trung Quốc tỉnh Quảng Đông bầu ra, có nhiệm kỳ giữa 2 kỳ Đại hội. Căn cứ Điều lệ Đảng Cộng sản Trung Quốc, giới hạn Ủy viên Tỉnh ủy do Ủy ban Trung ương Đảng Cộng sản Trung Quốc quy định. Tỉnh ủy Quảng Đông gồm các Ủy viên Tỉnh ủy là các lãnh đạo Chính phủ Nhân dân tỉnh Quảng Đông và các cơ quan cấp thành phố, lãnh đạo thành ủy và Chính phủ Nhân dân, lãnh đạo Giải phóng Quân Nhân dân và các đoàn thể chủ yếu phụ trách. Bí thư Tỉnh ủy hiện nay do Ủy viên Bộ Chính trị Hoàng Khôn Minh đảm nhiệm.

## Cơ cấu tổ chức
- Văn phòng Tỉnh ủy
- Ban Tổ chức
- Ban Tuyên truyền
- Ban Công tác Mặt trận thống nhất
- Ủy ban Chính trị Pháp luật
- Ủy ban Kiểm tra Kỷ luật
- Văn phòng Nghiên cứu chính sách
- Văn phòng Ủy ban An ninh mạng và Thông tin
- Văn phòng Công tác Đối ngoại
- Văn phòng Công tac Đài Loan
- Trường Đảng
- Báo Nam Phương
- Văn phòng Nghiên cứu lịch sử đảng
- Viện Chủ nghĩa xã hội Quảng Đông
- Văn phòng cán bộ hưu trí

## Ban Thường vụ Tỉnh ủy khóa XIII (2022 - 2027)
1. Hoàng Khôn Minh — Ủy viên Bộ Chính trị, Bí thư Tỉnh ủy
2. Vương Vĩ Trung — Phó Bí thư Tỉnh ủy, Bí thư Đảng tổ, Tỉnh trưởng Chính phủ Nhân dân tỉnh Quảng Đông.
3. Mạnh Phàm Lợi — Phó Bí thư Tỉnh ủy, Bí thư Thành ủy Thâm Quyến
4. Quách Vĩnh Hàng — Bí thư Thành ủy Quảng Châu
5. Trương Hô — Bí thư Ủy ban Chính Pháp Tỉnh ủy, Phó Tỉnh trưởng thứ nhất
6. Hiệp Trinh Cầm — Phó Chủ nhiệm Ủy ban Thường vụ Nhân đại tỉnh
7. Tống Phúc Long — Bí thư Ủy ban Kiểm tra Kỷ luật Tỉnh ủy, Chủ nhiệm Ủy ban Giám sát tỉnh
8. Trương Phúc Hải — Trưởng ban Tổ chức Tỉnh ủy kiêm Chánh Văn phòng Tỉnh ủy
9. Trần Kiến Văn — Trưởng ban Tuyên truyền Tỉnh ủy
10. Hoàng Ninh Sinh — Trưởng ban Công tác Mặt trận Thống nhất Tỉnh ủy
11. Vương Thủ Nhân — Chuẩn Đô đốc, Chính ủy Quân khu Quảng Đông